# 大木英子
大木 英子（おおき ひでこ、1919年5月10日 - 2008年8月3日）は、日本の作曲家である。北海道小樽市出身。日本現代音楽協会会員。夫は大木正夫。旧姓：谷藤。

## 人物
小樽高等女学校を経て、帝国高等音楽院ピアノ科を卒業。マリオ・パッチにピアノを、夫の大木正夫に作曲を師事する。
1956年に『ピアノ協奏曲第1番』が日本放送協会の芸術祭管弦楽部門に入選する。1957年には、上田仁指揮による東京交響楽団の日本人作曲家の作品初演シリーズで『雪のふるさと』が演奏された。1958年にピアノ作品発表会を開いている。この時期には、1958年の『ピアノと電子音響による協奏的四章』（ラジオ東京で放送された）や「ピアノソナタ」などの作品がある。小奏鳴曲（野草に寄せる三つの小品集1と2、一茶に寄せる三つの小品集、主題の変奏よりなるピアノ小品集）から成る『谷藤英子ピアノ作品集』が1958年に音楽之友社から出版された。ピアノを中心とした楽曲を多く作曲したが、1960年代からは管弦楽作品も多く手がけるようになる。
1961年、東京交響楽団と専属契約を結んでいたTBS（東京放送ホールディングス）は、創立10周年記念を機に、TBS作曲賞の名で知られる「日本を素材とする管弦楽曲」を公募したが、その第1回（1961年）では、『ピアノと管弦楽のための協奏詩曲「舞い楽」』が特賞に選ばれた。この作品では、伊福部昭を彷彿とさせる骨太の音楽が洗練された書法のもとに展開され、ピアノの土俗的なリズム、管弦楽の王朝風の響きと打楽器が日本絵巻を繰り広げている。この作品は、東芝音楽工業よりレコード化されている（「日本現代作曲家シリーズNo.11 -TBS賞交響絵巻｢日本｣第1集-」JSC 1012）。更に、1963年のTBS作曲賞では、『交響三撰「古今抄」』が特賞に選ばれている。これ以後の作風は、日本民族楽派に近いが、「日本の音楽人名鑑 作曲・指揮者編」（音楽之友社）で「自分なりの形で生命の愛、平和への願いを音に託していきたいと思う」と語っているように、1960年代の作曲界で主流であった前衛音楽とは一線を画し、日本の伝統的な音階やリズムを大切にしながら現在の日本人の心にも訴える洗練された技法で、多くの作品を書いている。
この他、『フルートとチェロとピアノのための短詩曲集「啄木抄」』、『ピアノ詩集1 子供の一日』(音友)、『変奏曲風練習曲「かぞえうた」』、『野草に寄せる三つの小品集4』、『やさしいピアノ詩集 子どもの風土記』（カワイ楽譜）、『ヴァイオリンとピアノのための詩曲（ベトナムに寄す）』（日本楽譜出版社）、『ピアノ協奏曲 勒岩賦（ろくかんのふ）』、『子どものための合唱組曲 「鳥の歌」』、『弦楽とチェンバロのための四章「染と織」』、『ピアノ協奏曲第6番「愛と死」』などがある。